# Club de Rugby Atlético Portuense
El Club de Rugby Atlético Portuense es un equipo de rugby de El Puerto de Santa María, municipio de la provincia de Cádiz (España). Es un club fundado en 1971 como sección del Club Atlético Portuense, aunque en 1982 toma entidad propia. Actualmente participa en la tercera categoría del rugby español, que se separa por regiones, la Primera división andaluza.

## Historia

### Fundación
La fundación del embrión del club fue durante el año 1971, promovida y creada por Esteban Fernández López y Florencio Calzas Vistas la sección de Rugby del Club Atlético Portuense, club multidisciplinar que agrupaba a diversas modalidades deportivas de esta ciudad andaluza.
Sin embargo, la fundación como tal del Club de Rugby Atlético Portuense data del 29 de diciembre de 1982, cuando tras la escisión de la sección de rugby del club multidisciplinar anteriormente citado, se constituye el mismo como asociación deportiva autónoma. En enero de 1986, además, se inscribe en el Registro de Asociaciones Deportivas de la Junta de Andalucía.
El campo de la Ciudad Deportiva Portuense, sede deportiva del club, es el único de la provincia, hasta el momento, capacitado para albergar competiciones de rugby, desde que en 1971, se acondicionó para este menester.

### Primeros Pasos: Época como Sección del Atco. Portuense
Durante la primera temporada de su fundación (1971-1972) el equipo se dedica exclusivamente a jugar partidos amistosos contra equipos de Sevilla, Granada y Cádiz, sin entrar aún en competición oficial.
Al año siguiente (1972/73), se inscriben en la liga tanto un equipo senior como un juvenil. Y, a pesar de la poca experiencia competitiva se consiguen los primeros éxitos como es la obtención del Campeonato de Andalucía Juvenil, lo que le valió el billete para jugar el Campeonato de España de la categoría que se celebra en Valladolid quedando en un meritorio decimosexto puesto. Debido a estos éxitos en la categoría juvenil la Selección Andaluza convoca a los primeros cuatro jugadores de este equipo: José Manuel Fernández Jiménez, Antonio Márquez González, José Manuel Carrasco, José Pérez Enríquez.
A la siguiente temporada (1973/74), intentando reeditar lo mismo de la temporada anterior quedó Subcampeón Juvenil de Andalucía, pero eso no lo desanima, ya que sabían de lo excepcional de lo obtenido el año anterior.
La temporada 1974/75, se comienza con el hito del primer partido amistoso internacional contra un equipo estadounidense el SEABEES U.S., al que vence en su preparación de la pretemporada. En categoría juvenil acaban quintos de Andalucía tras darse cuenta de la dificultad de repetir lo conseguido en su primera temporada oficial.
Entre los años 1975 al 1978 el equipo no puede jugar la competición debido a los trabajos de levantamiento y arreglo del césped del campo.
La temporada 1978/79 fue una de las mejores de su historia al conseguir ganar la Liga sénior en la División Andaluza, consiguiendo asimismo el ascenso a 'Primera División Nacional'. Convirtiéndose el C.R.A.P. en el primer club de la localidad que alcanza la máxima categoría nacional de cualquier modalidad deportiva.
En esta temporada también consigue el subcampeonato de la Copa de la Federación Andaluza de Rugby (más conocida como Copa FAR). 
Además cae eliminado en octavos de final de la Copa de la Federación Española de Rugby (Copa FER).
Y, en reconocimiento a estos méritos dos jugadores del C.R.A.P. son seleccionados con la Selección Andaluza de Rugby: Ángel Muñoz Domínguez y José M. Fernández Jiménez.
En el plano formativo, se firma un convenio con el Patronato Municipal de Deportes de El Puerto de Santa María, para la formación técnica de monitores y la creación de las Escuelas de Rugby.
Desde el año 1979 al 1982, se consigue quedar tercero de su grupo de Primera División Nacional en sénior. En juveniles, también repite durante estas temporadas como Subcampeón de Andalucía.

### Años 80: Creación del Club de Rugby Atco. Portuense
En el año 1982, se crea el Club de Rugby Atlético Portuense, tras escindirse la sección de rugby del Club Atlético Portuense de esta entidad.
Este mismo año, la Federación Española de Rugby (FER), decide reorganizar la competición quedando encuadrado este club, por la ausencia de otros clubes de la provincia, dentro de la provincia de Sevilla. De esta forma, en la temporada 1982-1983, consigue quedar tercero de la Liga Andaluza sénior y subcampeón juvenil del grupo de Andalucía Occidental en el que se les encuadró tras otra reorganización en esta categoría.
La temporada 1983-1984, se vuelve a conseguir el tercer puesto en la Liga Andaluza. En juveniles, siguiendo con sus éxitos anteriores obtiene el subcampeonato de Andalucía, lo que les clasifica para el Campeonato de España Juvenil, en el que acaba octavo clasificado.
Estos resultados tan favorables se ven recompensados con las convocatorias de los jugadores Juan González Borras, Juan J. Padilla Moll, José M. Fernández. Jiménez, Fco. J. Fernández. Jiménez y Fco. Javier Neva Delgado con la Selección Andaluza sénior.
Asimismo, se convocan para las Selecciones Nacionales de España de categoría juvenil y cadete a los jugadores Juan M. Díaz Peinado y Cayetano Caballero García para realizar una gira por Francia.
En esta temporada, se juega un partido internacional amistoso frente a un equipo inglés que se andaba de gira por España, el Butleigh R.F.C.
En la temporada 1984-1985 la Federación Española de Rugby vuelve a reestructurar la competición de tal forma que el C.R. Atlético Portuense queda encuadrado en la Segunda División Nacional, de la que queda campeón obteniendo el ascenso tras una fase en la que se enfrentó con el Club Universitario de Badajoz, el C.R. Karmen de Madrid y el C.D. Arquitectura de Madrid. Sin embargo, a pesar de conseguir el ascenso, una nueva reestructuración de la competición relega a todos los ascendidos a jugar en su anterior categoría.
El equipo juvenil vuelve a quedar Subcampeón de Andalucía Occidental y juega la promoción al Campeonato Nacional, aunque no consigue su clasificación.
Éstos éxitos acarrean la convocatoria de los siguientes jugadores con las distintas selecciones andaluzas:
- Sénior: Juan González Borras, José M. Fernández Jiménez, Fco. J. Fernández Jiménez y Juan J. Padilla Moll.
- Juvenil: Manuel Ortega López, Juan C. Sánchez Peinado, Alfonso Ruiz Fernández, Bartolomé Ariza Salguero y Manuel Díaz Peinado.
- Cadete: Cayetano Caballero García

Esta temporada además el club juega dos partidos internacionales amistososo contra los clubes D. Wellintong (U.K.) y Gibraltar R.F.C.
En esta misma temporada el Patronato Municipal de Deportes reconoce la labor realizada por el club durante estos años y le concede el título de "Mejor Club Portuense del año 1984". Junto a este galardón se entregan otros de las distintas entidades de El Puerto, ofreciendo un gran homenaje al club.
La temporada siguiente (1985-1986), y tras la reestructuración liguera, el C.R. Atco. Portuense se proclama campeón de la Liga Andaluza sénior, campeonato en el que sólo pierde dos partidos. Esta posición le habilita para jugar la Fase de Ascenso a Primera División Nacional frente a los siguientes equipos: Oviedo R.C., Independiente de Santander C.R., León R.C., Diego Porcelos de Burgos, Ingenierosn Industriales de Madrid, Teka R.C. de Madrid y el Universitario de Granada; quedando tercero y no obtiene el ascenso. Como durante esta fase de ascenso se estaban llevando a cabo las obtras de remodelación de las instalaciones de la Ciudad Deportiva, el Excmo. Ayto. de El Puerto de Santa María obtiene un acuerdo con el Racing Club Portuense para disputar estos partidos en las instalaciones del Estadio José del Cuvillo, consiguiéndose el lleno total en todos los encuentros disputados.
En esta misma temporada consigue ganar la Copa de Andalucía de Rugby, organizada por la Junta de Andalucía, quedando patente su supremacía en Andalucía, lo que hace que varios representantes de las distintas federaciones se desplacen a El Puerto para institucionalizar el acto de entrega. Esto reporta el reconocimiento y consolidación del C.R. Atlético Portuense a nivel nacional. Por ello existe gran repercusión en los medios de comunicación de la zona, tanto en la prensa escrita como en la radio.
La temporada 1986/87 gana la nueva Liga de Primera Regional Andaluza accediendo a la liga de ascenso a Primera División Nacional. Al quedar subcampeón de esta liga de ascenso obtiene el tan ansiado ascenso a Primera División Nacional.
Este éxito le reporta la convocatoria de cinco de los jugadores del C.R.A.P. con la Selección sénior Andaluza: Juan González Borras, Juan José Padilla, José Manuel Fernández y Fco. Javier Fernández.
Además, esta temporada el club organiza el "I Torneo Nacional de Rugby" de categoría sénior participando en el mismo el Real Sporting de Gijón, Olímpico R.C. de Madrid, el Monte-Ciencias de Sevilla y, obviamente, el propio Club de Rugby Atlético Portuense. Consiguiendo el sumcampeonato del torneo, aunque lo más importante es el éxito en la organización del mismo.
Asimismo, el club juega dos encuentros internacionales amistosos: uno contra el Butleigh de Inglaterra y otro contra el Mc.Gill de Canadá, ganándose el primero y perdiéndose el segundo.
Una temporada más tarde, la 1987/88, tres equipos del club (dos sénior y uno juvenil) participan en diversas competiciones oficiales: Primera División Nacional, Primera División Regional Andaluza y la Liga Juvenil Andaluza, respectivamente.
Los hitos que se consiguen en esta temporada son un quinto puesto en la Primera División Nacional en el año del ascenso, el subcampeonato de la Primera División Regional Andaluza y la séptima plaza en el Grupo Occidental del Campeonato Juvenil.
Además, esta temporada registra otro hito en la historia del club con la visita del entrenador de la Selección Argentina (conocida como Los Pumas) el señor D. Ángel Guastella, quien imparte dos días de entrenamientos específicos (clinic) y tras ellos reconoce la entidad del club y expresa en público la buena impresión que se lleva del equipo.
Este reconocimiento, también le llegan al club a través de dos nuevos trofeos de reconocimiento: el "Milord de Plata" y el Trofeo "Peña Makoki". Asimismo, el propio Ayuntamiento de El Puerto de Santa María vuelve a reconocer la labor tanto social como deportiva realizada al otorgar una placa conmemorativa al Club.
Estos importantes hechos, hacen que la prensa provincial y regional se dedique a difundir durante toda la temporada información sobre el club, obteniendo también repercusión en los medios nacionales.
La temporada 1988/89 trae consigo la retransmisión de distintos encuentros de la entidad deportiva a través del canal local: Canal 21 TV, así como un gran seguimiento en la prensa local, regional e incluso nacional.
En lo meramente deportivo el primer equipo consigue el quinto puesto en Primera División Nacional, el segundo mantener la categoría y el juvenil quedar quinto de la Liga Andaluza.
Además, esta temporada, y dada la buena salud de la que goza el club, éste se amplía con la creacióin de un equipo femenino.
En esta temporada, el club también organiza otro torneo, esta vez en categoría juvenil, el "Torneo Juvenil Nacional" en el que participan el Real Canoe N.C. de Madrid, C.A.U. de Madrid, Universitario de Granada y el propio C.R.A.P. quedando subcampeón del mismo.
En la última temporada de la década, la 1989-1990, el equipo de División Nacional vuelve a ser quinto de 10 equipos, reconociéndose por ello su alto nivel dentro del rugby nacional del momento. Asimismo, vuelve a quedar quinto en la competición andaluza de categoría juvenil.
Este año viene marcado por la primera Gira a Inglaterra del club en la que se disputan varios partidos amistosos con equipos de dicha nación. También se inicia la disputa del "Trofeo de la Amistad", que enfrenta al C.R.A.P. con el Butleigh inglés (condado de Somerset) con victoria portuense en los encuentros de 1.989 y 1.990
En las categorías inferiores este año queda marcado por la reactivación de las "Escuelas de Rugby", esta vez dirigidas por el Club.

### Década de los 90: Consolidación del Club
La primera temporada de esta década de 1990, se caracteriza por la organización de la Final de la Copa del Rey de 1990, encuentro en el que se enfrentaron el Gernika R.T. y el XEROX Getxo R.T.. Un acontecimiento de máximo interés en el rugby nacional que es calificado como éxito total tanto por los directivos de la Federación Española como por los de las federaciones de Andalucía, País Vasco y la Vizcaína, así como por los dos clubes participantes y distintas personalidades del rugby nacional presentes en el evento. Además, este partido, tiene el hito de haber sido televisado por Televisión Española (T.V.E.).
En el aspecto deportivo, el primer equipo acaba séptimo en la Primera División Nacional, esta posición le acarrea, tras la reestructuración planeada para la siguiente temporada de la liga, el descenso de categoría.
El segundo equipo juega la Primera División Andaluza.
Asimismo, se realiza una campaña de captación del club con la instauración de la primera "Liga local juvenil" en la que participan las instituciones educativas siguientes: Instituto Santo Domingo, Zona norte, Mar de Cádiz, Las Banderas y Colegio La Salle.
También, se realizaron dos "Cursos de Actualización de Árbitros" y un "Curso de Formación de Entrenadores" a los que asistieron 49 personas.
La Federación Andaluza de Rugby, esta misma temporada, le concede la "Medalla de Bronce de la F.A.R." al miembro del club D. Juan González Borrás, como reconocimiento de su trayectoria.
La temporada 1991-1992, el equipo termina la Liga de Primera División Regional Andaluza en primer lugar obteniendo el título de "Campeón de Andalucía" y se clasifica para jugar la "Liga de Ascenso" a Primera División Nacional. En una primera fase y teniendo como adversarios a los equipos de Akantos R.C. de Madrid, Albacete R.C., C.A.R. de Cáceres y Universidad de Granada logra con todas las victorias el primero y único puesto que da acceso a la fase final. Es el único equipo imbatido de los 16 que entran en liza al término de esta fase de ascenso. Enfrentado en la final, a doble partido, con el campeón del grupo noroeste, el Independiente de Santander R.C., gana en El Puerto pero no puede mantener su escasa renta en el encuentro de vuelta en Cantabria, no consiguiendo, por tanto, el ascenso a Primera División Nacional.
El segundo equipo, que compite en categoría regional, se clasifica en el primer lugar dentro de su Liga.
Se realiza la segunda "Gira a Inglaterra", asistiendo los expedicionarios a la ceremonia inaugural y al primer partido del Campeonato del Mundo entre las Selecciones de Inglaterra y Nueva Zelanda. La expedición se enfrentó durante su gira a varios equipos locales de los condados de Bath y Sommerset. El tercer partido del "Trofeo de la amistad" es ganado por el Butleigh.
En la competición que se desarrolla durante los años 1992-1993, el primer equipo acaba cuarto en la Primera División Regional Andaluza. El juvenil participa en la competición de Sevilla en la que queda cuarto clasificado.
Obtiene un segundo puesto en la Copa de Oro y gana la Copa de Plata del "II Seven Corpus de Granada". En esta modalidad también gana el "III Seven Bahía de Cádiz".
Se vuelve a organizar en El Puerto un "Cursillo de Árbitros" con una participación de 13 colegiados.
Se recibe la visita del Bautleigh inglés, que vence el cuarto partido del Trofeo de la Amistad.
El club este año inicia los trámites para la realización de las instalaciones de un campo de rugby en Valdelagrana.
Una temporada más tarde, la de 1993-1994, se gana el título de la Primera Regional Andaluza, lo que le ofrece la oportunidad de jugar la fase de ascenso a Primera División Nacional. En esta fase de ascenso cae derrotado frente al Club de Natación Barcelona, pero, gracias a una nueva reestructuración de la liga nacional, se consigue finalmente el ascenso.
El equipo juvenil del Atlético Portuense, además, se proclama Campeón de la Liga Provincial.
Siguiendo con su espíritu formador, se organiza una concentración de clubes andaluces con equipos de categorías infantil y alevín. Además, también se organiza el Torneo Internacional de Rugby al que asisten el Butleigh R.C. (Inglaterra), C.R. Évora (Portugal), el campeón de España de ese año, Monte-Ciencias y el organizador. Al enfrentarse contra el Butleigh, se juega otra edición del Trofeo de la Amistad que vuelven a ganar los locales, además, se consigue también ganar este Torneo internacional.
Este año además, en la gira europea del Jockey R.C. de San Juan (Argentina), el club se enfrenta a ellos en un encuentro internacional amistoso.
El equipo femenino comienza su andadura venciendo al Universitario de Sevilla en un partido amistoso celebrado en El Puerto que acabó con el resultado de 22-0.
Finalmente, en esta temporada, y dados los éxitos continuados del equipo, el seleccionador nacional hace unas visitas al club para interesarse tanto por el proyecto del campo de rugby de Valdelagrana y promoción del rugby escolar, como para observar in situ las evoluciones de los jugadores del club, quedando por ello, preseleccionados para la absoluta: Fco. Javier Fernández, Javier Neva y Andrés Cantero, y para la sub-19: Antonio Ramírez y Alex Hernández.
El equipo sigue teniendo gran repercusión en los medios de comunicación locales.
La temporada 94-95, la marca la vuelta del equipo a la segunda categoría del rugby español, quedando quinto clasificado. El segundo equipo sénior además, acaba cuarto de la 2.ª División Regional Andaluza. Los cadetes se proclaman Campeones de Andalucía de la categoría así como la clasificación para la fase final del Campeonato de España y quedando finalmente quintos. Las "chicas" del femenino además, acaban decimosegundas del primer Campeonato de España para el que se clasifican.
En las instalaciones del C.R. Atco. Portuense, además, se juega un partido del XIX Campeonato Copa FIRA el 26 de marzo de 1995 en el que se enfrentan España y Marruecos, y que acabó con el resultado de 44-3 favorable para España. Además, se realiza otro partido entre los combinados Sub-23 de estos mismos países y también gana España, esta vez por un 22-10.
Además, se consigue otro hito del club, al debutar un jugador del mismo con la selección absoluta de España, se trata de Francisco Javier Fernández Jiménez. Asimismo, en categoría Sub-21 debuta Antonio Ramírez López.
Siguiendo con el capítulo de selecciones, se vuelve a llamar a gente del club para que participe con las distintas categorías de la Andaluza, así se llama a Israel Martín-Pareja para la Juvenil y a Chesco Hernández, David Pecho, Marcos Gimón, Miguel A. Méndez, Jesús Rodríguez, Carlos Ruiz-Herrera y Raul Llinares para la Cadete.
En la temporada 1995-1996, el club recibe un pequeño varapalo en el terreno deportivo al acabar en última posición en la Primera División Nacional, pero consigue mantenerse en la categoría. El segundo equipo queda segundo en la Segunda Regional Andaluza, el equipo juvenil tercero de Andalucía y los cadetes cuartos.
Se vuelve a realizar otra edición del Trofeo de la Amistad, frente al Butleigh inglés, y por segundo año consecutivo ganan los portuenses.
Además, el club recibe un reconocimiento extradeportivo por parte de la Federación Andaluza (F.A.R.) que le otorga la "Mención Especial de la F.A.R."
La temporada 1996-1997, marca otro hecho triste en el terreno deportivo al volver a descender de categoría tras acabar, segundo año consecutivo, en última posición de la tabla de clasificación de la Primera División Nacional. Sin embargo, los juveniles ganan su grupo de la Liga Andaluza, no así la liga, y no consiguen el pasaporte para el Campeonato de España. Los infantiles además quedan Subcampeones de Andalucía en el Campeonato Regional de Rugby a 8.
Estos malos resultados deportivos no es óbice para que la selección andaluza siga llamando a distintos componentes del club para su selección juvenil.
Además, se disputan dos encuentros amistosos, uno frente a un equipo británico, el HSM Invict England, que acaba con victoria del Portuense; y el otro frente al equipo portugués del Cascais, que en este caso ganan los lusos.
Además, dentro del capítulo de reconocimientos individuales, la Federación Andaluza le otorga a D. Esteban Fernández Lópiz (fundador del club) la "Medalla de Bronce de la F.A.R.".
La temporada 97-98 viene marcada por la vuelta del club a la Primera División Andaluza, aunque en esa misma temporada se gana el Grupo Occidental en el que queda encuadrado el club. Esta victoria en su grupo le vale el billete para la fase de ascenso, en la que pierde en la final contra el Universidad de Málaga y por tanto no se consigue el objetivo de volver a la Primera División Nacional. El juvenil queda segundo del Grupo A de la Liga Andaluza de la categoría, con lo que no se clasifica, tampoco este año, para el Campeonato de España. El femenino participa en la I Concentración Andaluza de Categoría Femenina celebrada en Granada, y además, el club organiza en esta misma temporada la II Concentración que clasifica a las féminas del portuense para la Final a Cuatro del Campeonato Andaluz Femenino disputado en Granada, quedando finalmente terceras. Los cadetes ganan la Liga Provincial y pierden en la final del Campeonato de Andalucía frente al E.R.San Jerónimo por 29-27, quedando subcampeones. Los infantiles corren la misma suerte que los cadetes y pierden la final del Campeonato de Andalucía contra el mismo equipo.
Por segundo año consecutivo, el club se enfrenta en un partido amistoso internacional al H.M.S. Invincible, al que vuelve a vencer.
Además, en las instalaciones del club, se organiza el II Seven Ciudad del Puerto; así como dos partidos de la Selección Nacional, uno frente a Rusia y el otro para la conmemoración del 75 aniversario de la Federación Española.
A la siguiente temporada (98-99) el club consigue reverdecer viejos laureles y consigue el ascenso a Primera División Nacional, tras ganar su grupo de la Liga Andaluza y la fase de ascenso. Los juveniles, ahora enmarcados en la liga de Andalucía Occidental, tras una nueva reorganización de la misma, consiguen el tercer puesto que no les da derecho a participar en el Campeonato de España. Los infantiles ganan el Campeonato de Andalucía y quedan decimoprimer clasificados en el Campeonato de España.

## Palmarés
- 1 Subcampeonato de División de Honor B en 2009

### Histórico de Temporadas (desde 2004)
- Temporada 2004/2005 - 6.º puesto en División de Honor. B. Grupo sur
- Temporada 2005/2006 - 3.º puesto en División de Honor. B. Grupo sur
- Temporada 2006/2007 - 5.º puesto en División de Honor. B. Grupo Sur (Ascenso)
- Temporada 2007/2008 - 3.º puesto en División de Honor. B. Grupo sur
- Temporada 2008/2009 - 1.º puesto en División de Honor B: Grupo sur y finalmente Subcampeón de División de Honor B.